# Conops nigripes
Conops nigripes är en tvåvingeart som beskrevs av Krober 1913. Conops nigripes ingår i släktet Conops och familjen stekelflugor.
Artens utbredningsområde är Taiwan. Inga underarter finns listade i Catalogue of Life.